# Campionati mondiali juniores di sci nordico 2013
I campionati mondiali juniores di sci nordico 2013 si sono svolti dal 20 al 27 gennaio 2013 a Liberec in Repubblica Ceca. Si sono disputate competizioni nelle diverse specialità dello sci nordico: combinata nordica, salto con gli sci e sci di fondo.
A contendersi i titoli di campioni mondiali juniores sono stati i ragazzi e le ragazze fino ai vent'anni (nati nel 1993 e più giovani).

## Risultati

### Uomini

#### Combinata nordica

##### Individuale 10km
| Posizione | Atleta            | Nazione   | Tempo   |
| --------- | ----------------- | --------- | ------- |
| 1         | Manuel Faißt      | Germania  | 24:51,0 |
| 2         | David Welde       | Germania  | 25:02,3 |
| 3         | Han-Hendrik Piho  | Estonia   | 25:10,5 |
| 4         | Ilkka Herola      | Finlandia |         |
| 5         | Takehiro Watanabe | Giappone  |         |
| 6         | Franz-Josef Rehrl | Austria   |         |
| 7         | Tomáš Portyk      | Rep. Ceca |         |
| 8         | Espen Bjørnstad   | Norvegia  |         |
| 9         | Jakob Lange       | Germania  |         |
| 10        | Kristjan Ilves    | Estonia   |         |

23 gennaio

Trampolino: Ještěd HS100

Fondo: 10 km

##### Individuale 5km
| Posizione | Atleta            | Nazione   | Tempo   |
| --------- | ----------------- | --------- | ------- |
| 1         | Manuel Faißt      | Germania  | 11:49,4 |
| 2         | Théo Hannon       | Francia   | 11:52,0 |
| 3         | Kristjan Ilves    | Estonia   | 12:14,6 |
| 4         | Ilkka Herola      | Finlandia |         |
| 5         | Franz-Josef Rehrl | Austria   |         |
| 6         | Takehiro Watanabe | Giappone  |         |
| 7         | David Welde       | Germania  |         |
| 8         | Arttu Ålander     | Finlandia |         |
| 9         | Tomáš Portyk      | Rep. Ceca |         |
| 10        | Jakob Lange       | Germania  |         |

23 gennaio

Trampolino: Ještěd HS100

Fondo: 5 km

##### Gara a squadre
| Posizione | Nazione     | Atleti                                                                  | Tempo   |
| --------- | ----------- | ----------------------------------------------------------------------- | ------- |
| 1         | Germania    | Michael Schuller Jakob Lange David Welde Manuel Faißt                   | 47:46,9 |
| 2         | Austria     | Franz-Josef Rehrl Paul Gerstgraser Thomas Wolfgang Jöbstl Philipp Orter | 47:56,9 |
| 3         | Giappone    | Gō Yamamoto Go Sonehara Shota Horigome Takehiro Watanabe                | 48:49,8 |
| 4         | Russia      | Dmitrij Žarkov Evgenij Klimov Timofej Borisov Samir Mastiev             |         |
| 5         | Finlandia   | Arttu Ålander Ville Heikkinen Leevi Mutru Ilkka Herola                  |         |
| 6         | Norvegia    | Sindre Pettersen Espen Bjørnstad Espen Andersen Mads Waaler             |         |
| 7         | Francia     | Hugo Buffard Nicolas Didier Thomas Strappazzon Théo Hannon              |         |
| 8         | Estonia     | Kristjan Ilves Rauno Loit Karl Mustjõgi Han-Hendrik Piho                |         |
| 9         | Stati Uniti | Erik Lynch Aleck Gantick Ben Berend Tyler Smith                         |         |
| 10        | Rep. Ceca   | Tomáš Portyk Martin Zeman Adam Oplištil Martin Dufek                    |         |

26 gennaio

Trampolino: Ještěd HS100

#### Salto con gli sci

##### Trampolino normale
| Posizione | Atleta                 | Nazione  | Tempo |
| --------- | ---------------------- | -------- | ----- |
| 1         | Jaka Hvala             | Slovenia | 283,5 |
| 2         | Klemens Murańka        | Polonia  | 264,0 |
| 3         | Stefan Kraft           | Austria  | 258,5 |
| 4         | Bartłomiej Kłusek      | Polonia  |       |
| 5         | Andreas Wellinger      | Germania |       |
| 6         | Reruhi Shimizu         | Giappone |       |
| 7         | Karl Geiger            | Germania |       |
| 8         | Mats Søhagen Berggaard | Norvegia |       |
| 9         | Aleksander Zniszczoł   | Polonia  |       |
| 10        | Ronan Lamy Chappuis    | Francia  |       |

24 gennaio

Trampolino: Ještěd HS100

##### Gara a squadre
| Posizione | Nazione   | Atleti                                                                             | Tempo  |
| --------- | --------- | ---------------------------------------------------------------------------------- | ------ |
| 1         | Slovenia  | Anže Semenič Ernest Prišlič Cene Prevc Jaka Hvala                                  | 1027,0 |
| 2         | Polonia   | Bartłomiej Kłusek Krzysztof Biegun Aleksander Zniszczoł Klemens Murańka            | 1022,4 |
| 3         | Germania  | Karl Geiger Michael Dreher Tobias Löffler Andreas Wellinger                        | 1011,4 |
| 4         | Austria   | Thomas Lackner Florian Altenburger Philipp Aschenwald Stefan Kraft                 |        |
| 5         | Norvegia  | Daniel-André Tande Jonas Gropen Søgård Sigurd Nymoen Søberg Mats Søhagen Berggaard |        |
| 6         | Giappone  | Shingo Nishikata Yukiya Satō Tomoya Watanabe Reruhi Shimizu                        |        |
| 7         | Russia    | Evgenij Klimov Sergej Šulaev Michail Maksimočkin Vladislav Bojarincev              |        |
| 8         | Finlandia | Antti Aalto Miika Ylipulli Jarkko Määttä Juho Ojala                                |        |
| 9         | Rep. Ceca | Tomáš Friedrich Jan Souček David Bartoš Vojtěch Štursa                             |        |
| 10        | Francia   | Julien Faivre Rampant Benjamin Raffort Sacha Gardet Ronan Lamy Chappuis            |        |

26 gennaio

#### Sci di fondo

##### Sprint
| Posizione | Atleta                | Nazione  |
| --------- | --------------------- | -------- |
| 1         | Lennart Metz          | Germania |
| 2         | Vadim Korolev         | Russia   |
| 3         | Bjørn Vidar Suhr      | Norvegia |
| 4         | Artëm Mal'cev         | Russia   |
| 5         | Sondre Turvoll Fossli | Norvegia |
| 6         | Marko Kilp            | Estonia  |
| 7         | Kasper Stadaas        | Norvegia |
| 8         | Oskar Svensson        | Svezia   |
| 9         | Johan Forsberg        | Svezia   |
| 10        | Simen Hegstad Krüger  | Norvegia |

21 gennaio

Tecnica classica

##### 10 km
| Posizione | Atleta               | Nazione    | Tempo   |
| --------- | -------------------- | ---------- | ------- |
| 1         | Dmitrij Rostovcev    | Russia     | 23:32,5 |
| 2         | Artëm Mal'cev        | Russia     | 23:49,3 |
| 3         | Martin Weisheit      | Germania   | 23:50,1 |
| 4         | Simen Hegstad Krüger | Norvegia   |         |
| 5         | Roman Tarasov        | Russia     |         |
| 6         | Sergej Malyšev       | Kazakistan |         |
| 7         | Aleksej Červotkin    | Russia     |         |
| 8         | Magne Haga           | Norvegia   |         |
| 9         | Håvard Solås Taugbøl | Norvegia   |         |
| 10        | Roman Schaad         | Svizzera   |         |

23 gennaio

Tecnica libera

##### Skiathlon
| Posizione | Atleta               | Nazione   | Tempo   |
| --------- | -------------------- | --------- | ------- |
| 1         | Dmitrij Rostovcev    | Russia    | 47:40,2 |
| 2         | Artëm Mal'cev        | Russia    | 47:44,1 |
| 3         | Aleksej Červotkin    | Russia    | 47:45,4 |
| 4         | Simen Hegstad Krüger | Norvegia  |         |
| 5         | Martin Weisheit      | Germania  |         |
| 6         | Magne Haga           | Norvegia  |         |
| 7         | Antti Ojansivu       | Finlandia |         |
| 8         | Roman Tarasov        | Russia    |         |
| 9         | Clément Parisse      | Francia   |         |
| 10        | Moritz Madlener      | Germania  |         |

25 gennaio

10km tecnica classica - 10km tecnica libera

##### Staffetta 4x5 km
| Posizione | Nazione    | Atleti                                                                | Tempo   |
| --------- | ---------- | --------------------------------------------------------------------- | ------- |
| 1         | Russia     | Aleksej Červotkin Artëm Mal'cev Roman Tarasov Dmitrij Rostovcev       | 45:35,5 |
| 2         | Norvegia   | Bjørn Vidar Suhr Simen Hegstad Krüger Magne Haga Håvard Solås Taugbøl | 45:54,2 |
| 3         | Svezia     | Oskar Svensson Marcus Ruus Oscar Ivars Rasmus Hörnfeldt               | 46:27,7 |
| 4         | Francia    | Mathias Dheyriat Alexandre Pouyé Clément Parisse Mickaël Philipot     |         |
| 5         | Germania   | Lennart Metz Moritz Madlener MChristian Stiebritz Martin Weisheit     |         |
| 6         | Kazakistan | Sergej Malyšev Konstantin Borcov Maksim Serov Roman Ragozin           |         |
| 7         | Finlandia  | Ville Ahonen Joonas Sarkkinen Markus Järvenpää Antti Ojansivu         |         |
| 8         | Svizzera   | Jason Rüesch Linard Kindschi Roman Schaad Yannick Cerutti             |         |
| 9         | Italia     | Marco Cappelletti Francesco De Fabiani Marco Tanel Simone Romani      |         |
| 10        | Giappone   | Kentaro Ishikawa Hikari Fujinoki Jun Ishikawa Tomoki Sato             |         |

27 gennaio

### Donne

#### Salto con gli sci

##### Trampolino normale
| Posizione | Atleta              | Nazione     | Tempo |
| --------- | ------------------- | ----------- | ----- |
| 1         | Sara Takanashi      | Giappone    | 268,0 |
| 2         | Evelyn Insam        | Italia      | 259,5 |
| 3         | Katja Požun         | Slovenia    | 253,5 |
| 4         | Coline Mattel       | Giappone    |       |
| 5         | Urša Bogataj        | Slovenia    |       |
| 6         | Sarah Hendrickson   | Stati Uniti |       |
| 7         | Špela Rogelj        | Slovenia    |       |
| 8         | Michaela Doleželová | Rep. Ceca   |       |
| 9         | Ema Klinec          | Slovenia    |       |
| 10        | Léa Lemare          | Francia     |       |

24 gennaio

Trampolino: Ještěd HS100

##### Gara a squadre
| Posizione | Nazione     | Atleti                                                                  | Tempo  |
| --------- | ----------- | ----------------------------------------------------------------------- | ------ |
| 1         | Slovenia    | Urša Bogataj Ema Klinec Špela Rogelj Katja Požun                        | 1009,0 |
| 2         | Francia     | Léa Lemare Océane Avocat Gros Julia Clair Coline Mattel                 | 787,0  |
| 3         | Germania    | Ramona Straub Pauline Heßler Svenja Würth Katharina Althaus             | 762,0  |
| 4         | Norvegia    | Gyda Enger Anna Odine Strøm Jenny Synnøve Hagemoen Maren Lundby         |        |
| 5         | Giappone    | Yuka Kobayashi Mizuki Yamaguchi Yūki Itō Sara Takanashi                 |        |
| 6         | Russia      | Stefanija Nadymova Aleksandra Kustova Dar'ja Grušina Sof'ja Tichonova   |        |
| 7         | Rep. Ceca   | Michaela Rajnochová Zdena Pešatová Barbora Blažková Michaela Doleželová |        |
| 8         | Stati Uniti | Manon Maurer Nina Lussi Emilee Anderson Sarah Hendrickson               |        |

26 gennaio

Trampolino: Ještěd HS100

#### Sci di fondo

##### Sprint
| Posizione | Atleta             | Nazione   |
| --------- | ------------------ | --------- |
| 1         | Stina Nilsson      | Svezia    |
| 2         | Victoria Carl      | Germania  |
| 3         | Evgenija Oščepkova | Russia    |
| 4         | Natal'ja Neprjaeva | Russia    |
| 5         | Laura Gimmler      | Germania  |
| 6         | Polina Kovaleva    | Russia    |
| 7         | Jonna Sundling     | Svezia    |
| 8         | Linn Eriksen       | Norvegia  |
| 9         | Alisa Žambalova    | Russia    |
| 10        | Katri Lylynperä    | Finlandia |

21 gennaio

Tecnica classica

##### 5 km
| Posizione | Atleta             | Nazione  | Tempo   |
| --------- | ------------------ | -------- | ------- |
| 1         | Victoria Carl      | Germania | 12:35,3 |
| 2         | Teresa Stadlober   | Austria  | 12:39,6 |
| 3         | Anastasija Sedova  | Russia   | 12:46,7 |
| 4         | Lea Einfalt        | Slovenia |         |
| 5         | Natal'ja Neprjaeva | Russia   |         |
| 6         | Jonna Sundling     | Svezia   |         |
| 7         | Nadežda Šunjaeva   | Russia   |         |
| 8         | Viktorija Kalinina | Russia   |         |
| 9         | Julia Svan         | Svezia   |         |
| 10        | Julia Belger       | Germania |         |

23 gennaio

Tecnica libera

##### Skiathlon
| Posizione | Atleta            | Nazione  | Tempo   |
| --------- | ----------------- | -------- | ------- |
| 1         | Teresa Stadlober  | Austria  | 27:13,0 |
| 2         | Nadežda Šunjaeva  | Russia   | 27:19,6 |
| 3         | Alisa Žambalova   | Russia   | 27:23,9 |
| 4         | Anastasija Sedova | Russia   |         |
| 5         | Linn Eriksen      | Norvegia |         |
| 6         | Julia Svan        | Svezia   |         |
| 7         | Julia Belger      | Germania |         |
| 8         | Stina Nilsson     | Svezia   |         |
| 9         | Katharina Hennig  | Germania |         |
| 10        | Jonna Sundling    | Svezia   |         |

25 gennaio

5km tecnica classica - 5km tecnica libera

##### Staffetta 4x3,3 km
| Posizione | Nazione     | Atleti                                                                    | Tempo   |
| --------- | ----------- | ------------------------------------------------------------------------- | ------- |
| 1         | Svezia      | Julia Svan Sofia Henriksson Jonna Sundling Stina Nilsson                  | 35:41,1 |
| 2         | Russia      | Alisa Žambalova Natal'ja Neprjaeva Anastasija Sedova Nadežda Šunjaeva     | 35:43,3 |
| 3         | Germania    | Laura Gimmler Katharina Hennig Julia Belger Victoria Carl                 | 36:31,4 |
| 4         | Norvegia    | Trude Nonstad Fornes Linn Eriksen Marit Robertsen Hilde Losgård Landheim  |         |
| 5         | Austria     | Lisa Unterweger Teresa Stadlober Anna Roswitha Seebacher Nathalie Schwarz |         |
| 6         | Italia      | Emanuela Piasco Francesca Baudin Martina Vignaroli Giulia Sturz           |         |
| 7         | Slovenia    | Anamarija Lampič Anita Klemenčič Lea Einfalt Nika Razinger                |         |
| 8         | Finlandia   | Krista Niiranen Katri Lylynperä Johanna Ukkola Leena Nurmi                |         |
| 9         | Rep. Ceca   | Lucie Charvátová Petra Nováková Karolína Preislerová Petra Hynčicová      |         |
| 10        | Stati Uniti | Heather Mooney Mary O'Connell Emily Hannah Corey Stock                    |         |

27 gennaio